# Puèigròs e la Clastra
Piégros-la-Clastre és un municipi francès situat al departament de la Droma i a la regió d'Alvèrnia-Roine-Alps. L'any 2007 tenia 865 habitants.

## Demografia

### Població
El 2007 la població de fet de Piégros-la-Clastre era de 865 persones. Hi havia 335 famílies de les quals 76 eren unipersonals (32 homes vivint sols i 44 dones vivint soles), 97 parelles sense fills, 146 parelles amb fills i 16 famílies monoparentals amb fills.
La població ha evolucionat segons el següent gràfic:
Habitants censats

### Habitatges
El 2007 hi havia 416 habitatges, 336 eren l'habitatge principal de la família, 58 eren segones residències i 23 estaven desocupats. 391 eren cases i 16 eren apartaments. Dels 336 habitatges principals, 269 estaven ocupats pels seus propietaris, 54 estaven llogats i ocupats pels llogaters i 13 estaven cedits a títol gratuït; 2 tenien una cambra, 13 en tenien dues, 34 en tenien tres, 96 en tenien quatre i 190 en tenien cinc o més. 270 habitatges disposaven pel capbaix d'una plaça de pàrquing. A 129 habitatges hi havia un automòbil i a 180 n'hi havia dos o més.

### Piràmide de població
La piràmide de població per edats i sexe el 2009 era:
| Homes | Edats   | Dones |
| ----- | ------- | ----- |
| 0     | 95 o +  | 0     |
| 4     | 90 a 94 | 4     |
| 4     | 85 a 89 | 0     |
| 12    | 80 a 84 | 16    |
| 8     | 75 a 79 | 24    |
| 12    | 70 a 74 | 12    |
| 8     | 65 a 69 | 16    |
| 24    | 60 a 64 | 12    |
| 20    | 55 a 59 | 16    |
| 32    | 50 a 54 | 20    |
| 24    | 45 a 49 | 28    |
| 32    | 40 a 44 | 20    |
| 32    | 35 a 39 | 40    |
| 32    | 30 a 34 | 32    |
| 8     | 25 a 29 | 16    |
| 16    | 20 a 24 | 4     |
| 24    | 15 a 19 | 20    |
| 24    | 10 a 14 | 44    |
| 44    | 5 a 9   | 20    |
| 24    | 0 a 4   | 12    |

## Economia
El 2007 la població en edat de treballar era de 546 persones, 420 eren actives i 126 eren inactives. De les 420 persones actives 386 estaven ocupades (211 homes i 175 dones) i 33 estaven aturades (15 homes i 18 dones). De les 126 persones inactives 44 estaven jubilades, 48 estaven estudiant i 34 estaven classificades com a «altres inactius».

### Ingressos
El 2009 a Piégros-la-Clastre hi havia 338 unitats fiscals que integraven 880 persones, la mediana anual d'ingressos fiscals per persona era de 17.767 €.

### Activitats econòmiques
Dels 29 establiments que hi havia el 2007, 1 era d'una empresa extractiva, 2 d'empreses alimentàries, 2 d'empreses de fabricació d'altres productes industrials, 10 d'empreses de construcció, 2 d'empreses de comerç i reparació d'automòbils, 2 d'empreses de transport, 2 d'empreses d'hostatgeria i restauració, 1 d'una empresa immobiliària, 5 d'empreses de serveis i 2 d'entitats de l'administració pública.
Dels 8 establiments de servei als particulars que hi havia el 2009, 3 eren paletes, 2 fusteries, 2 lampisteries i 1 electricista.
L'únic establiment comercial que hi havia el 2009 era una fleca.
L'any 2000 a Piégros-la-Clastre hi havia 29 explotacions agrícoles que ocupaven un total de 408 hectàrees.

## Equipaments sanitaris i escolars
El 2009 hi havia 1 escola maternal i 1 escola elemental integrada dins d'un grup escolar amb les comunes properes formant una escola dispersa.

## Poblacions més properes
El següent diagrama mostra les poblacions més properes.